# جزر بياواك
جزر بياواك وهي جزيرة من جزر إندونيسيا، وتقع في إقليم جاوة الغربية.